# Missundaztood
Missundaztood (стилизованное под M!ssundaztood) — второй студийный альбом поп-певицы Pink, выпущенный в 2001 году и включающий хиты «Get the Party Started», «Don't Let Me Get Me», «Just Like a Pill» и «Family Portrait». На тот момент он стал самым успешным альбомом исполнительницы. Было продано более 15 миллионов экземпляров по всему миру и получено множество положительных отзывов от критиков. Это первый студийный альбом Pink, выпущенный Arista Records.

## Информация об альбоме
После Can't Take Me Home Pink захотела взять контроль над своей музыкой, заявляя: «Все девчонки распустились за последние 2 года, нас всех собирают в один букет. Я не хочу, чтобы люди клали меня в этот букет». Этот альбом немного отличается от Can’t Take Me Home из-за того, что в нём присутствует много поп и рок-звучания и меньше оригинального R&B /soul исполнения Pink. Pink наняла певицу Линду Перри из 4 Non Blondes, чтобы она помогла написать новый альбом. Как рассказывала сама исполнительница в Driven на VH1, она оставила сообщение для Перри на автоответчике после того, как нашла её номер в телефонной книге визажиста Billy B, сказав, что хочет писать с ней. Pink заявила, что причина, по которой она хочет работать с Перри была в том, что альбом 4 Non Blondes Bigger, Better, Faster, More! был одним из её самых любимых.

### Песни
Pink работала с Перри над большинством песен своего альбома, также Перри была вокалисткой в «Lonely Girl». Для  «Misery» были приглашены вокалисты: Стивен Тайлер из Aerosmith и Ричи Самбора из Bon Jovi. Также над альбомом работали продюсеры Скотт Сторч и Даллас Остин.
В Missundaztood затронуты различные темы: «Don’t Let Me Get Me» охвачена подростковыми тревогами, «Just like a Pill» Pink описывает свою наркоманию в подростковом возрасте. Отец Pink уехал служить во Вьетнамскую войну, и это оказало такое влияние, что Pink использовала историю отца в песне «My Vietnam». В конце песни есть акустическая интерполяция песни Джимми Хендрикса «Star Spangled Banner». Песня «Family Portrait» рассказывает о разводе и его последствиях.
Существует мнение, что «Beautiful» Кристины Агилеры должна была спеть Pink, так как песня также написана Перри. Pink ждала песню, но Перри не дала её ей, потому что ожидала кого-то другого.
Согласно Driven на VH1, Антонио «Эл Эй» Рейд из LaFace Records поначалу не был удовлетворен изменением музыкальной стиля на Missundaztood, так как Pink успешно дебютировала годом ранее именно в качестве R&B-певицы.
На 45-й церемонии «Грэмми» (2003) Missundaztood номинирован на «Лучший вокальный поп-альбом» и «Лучшее Женское Поп Вокальное Исполнение». На церемонии MTV VMA 2002 «Get the Party Started» выиграло в категориях «Лучше Женское Видео» и «Лучшее Танцевальное Видео». Много песен альбома состоят из грубого языка, а песня «18 Wheeler», в частности, содержит много нецензурных выражений. Однако альбом подвергся цензуре, чтобы избежать отметку стикером «Ненормативная лексика». Не существует студийной версии «18 Wheeler», но Pink исполняет нецензурную версию во время тура.
В США  выпущены три различных выпуска Missundaztood: первый выпуск был оригинальной версией 2001 года с расширенной версией диска, которую, если поставить в компьютер, можно прослушать международную версию песни «Catch 22», и увидеть фотогалерею, спевки и т.д. Вторая выпущенная версия была главным переизданным альбомом, но без расширенного CD. Третья версия, которая является ограниченным выпуском, включает бонус DVD (на CD было то же самое) выпущен в ограниченное время в 2002 году и включал два клипа и два живых выступления. И ограниченные выпуски с бонусным DVD, и расширенные CD версии с тех пор вышли из печати, а первый выпуск 2001 года — единственная версия альбома, которая сейчас печатается. Вне США он был выпущен с дополнительным треком «Catch 22». Также на текущем тираже альбома трек «Misery» немного отличается. В текущих тиражах Стивен Тайлер поет весь куплет, а не только несколько строк бэк-вокалом. В изначальном тираже альбома P!nk пела все куплеты, включая тот, что поет Тайлер на текущих тиражах альбома. В первой версии альбома, где P!nk поет куплет Тайлера в Misery, не была в специальном тираже, хотя даже на некоторых копиях первой версии альбома (с расширенным содержанием) есть текущая версия песни. Трудно найти выпуски альбомов с оригинальными версиями песен.

### Синглы
- «Get the Party Started» выпущен в октябре 2001 в США и в январе 2002 в Великобритании. Это первый сингл, выпущенный с Missundaztood и написан Линдой Перри. Сингл долго держался в чарте на 4 строке в США, на 2 строке в Великобритании и на 1 строке в Австралии.
- «Don't Let Me Get Me» стал вторым синглом с альбома в феврале 2002, и написан Pink и Далласом Остином. Песня достигла шестой строки в британских чартах, и восьмой строки в американских чартах.
- «Just Like a Pill» третий сингл  2002 года, и снова написан Pink и Даллосом Остином. Он достиг 8 строки в американских чартах, и стал первым британским синглом номер один Pink, а также третий американский сингл топ-10 с альбома.
- «Family Portrait» написан Pink и Скоттом Сторчом, выпущенный финальным синглом с альбома Missundaztood в декабре 2002 в Северной Америке и в январе 2003 в Европе. Песня достигла 20 строки в США и 11 строки в Великобритании.

## Промоушен
| Оценки критиков      | Оценки критиков |
| Источник             | Оценка          |
| -------------------- | --------------- |
| Allmusic             | [ 5 ]           |
| Роберт Кристгау      | (5)             |
| Entertainment Weekly | (5-)            |
| NME                  | (3/10)          |
| PopMatters           | (одобрительно)  |
| Rolling Stone        | [ 10 ]          |
| Slant                | [ 11 ]          |
| Stylus               | (4)             |
| Village Voice        | [ 13 ]          |

Pink была на обложках некоторых журналов, включая:
- The Face[2]
- Rolling Stone
- Seventeen[14]
- Billboard
- Hitkrant

До выпуска альбома она участвовала в саундтреке Moulin Rouge! вместе с Кристиной Агилерой, Mýa и Lil' Kim: они перезаписали песню Патти ЛаБелль «Lady Marmalade». Под покровительством записывающего продюсера и рэпера Missy Elliott они выпустили песню в апреле 2001 года. Песня стала хитом по всему миру, достигнув пика на 1 строке в 15 странах, включая США и Великобританию. Также 4 артистки получили Grammy Award за Лучшее Совместное Поп Вокальное Исполнение. Это была первая награда Grammy у Pink. В ноябре того же года она выпустила свой альбом Missundaztood.
Pink отправилась в Party Tour, чтобы прорекламировать альбом, путешествуя по  США. Она также была на разогреве у 'N Sync на американских и европейских этапах их тура в 2002 году.

## Список композиций
| №   | Название                              | Автор(ы)                    | Producer(s)                    | Длительность |
| --- | ------------------------------------- | --------------------------- | ------------------------------ | ------------ |
| 1.  | «M!ssundaztood»                       | Pink, Linda Perry           | Linda Perry, Damon Elliott     | 3:36         |
| 2.  | «Don't Let Me Get Me»                 | Pink, Dallas Austin         | Dallas Austin                  | 3:31         |
| 3.  | «Just Like a Pill»                    | Pink, Dallas Austin         | Dallas Austin                  | 3:57         |
| 4.  | «Get the Party Started»               | Linda Perry                 | Linda Perry                    | 3:11         |
| 5.  | «Respect» (featuring Scratch)         | Pink, Linda Perry           | Linda Perry, Damon Elliott     | 3:25         |
| 6.  | «18 Wheeler»                          | Pink, Dallas Austin         | Dallas Austin                  | 3:44         |
| 7.  | «Family Portrait»                     | Pink, Scott Storch          | Scott Storch                   | 4:56         |
| 8.  | «Misery» (featuring Steven Tyler)     | Richie Supa, Richie Sambora | Marti Frederiksen, Richie Supa | 4:33         |
| 9.  | «Dear Diary»                          | Pink, Linda Perry           | Linda Perry                    | 3:29         |
| 10. | «Eventually»                          | Pink, Linda Perry           | Linda Perry                    | 3:34         |
| 11. | «Lonely Girl» (featuring Linda Perry) | Linda Perry                 | Linda Perry                    | 4:21         |
| 12. | «Numb»                                | Pink, Dallas Austin         | Dallas Austin                  | 3:06         |
| 13. | «Gone to California»                  | Pink, Linda Perry           | Linda Perry, Damon Elliott     | 4:34         |
| 14. | «My Vietnam»                          | Pink, Linda Perry           | Linda Perry, Damon Elliott     | 5:19         |

| №  | Название                             | Длительность |
| -- | ------------------------------------ | ------------ |
| 1. | «Family Portrait» (Video)            | 4:56         |
| 2. | «Don't Let Me Get Me» (Video)        | 3:31         |
| 3. | «Numb» (Live at La Scala)            |              |
| 4. | «Family Portrait» (Live at La Scala) |              |
| 5. | «The Making of "M!ssundaztood"»      |              |
| 6. | «Photo Gallery»                      |              |

| №   | Название                              | Автор(ы)            | Producer(s)                    | Длительность |
| --- | ------------------------------------- | ------------------- | ------------------------------ | ------------ |
| 1.  | «Get the Party Started»               | Linda Perry         | Linda Perry                    | 3:11         |
| 2.  | «18 Wheeler»                          | Pink, Dallas Austin | Dallas Austin                  | 3:44         |
| 3.  | «M!ssundaztood»                       | Pink, Linda Perry   | Linda Perry, Damon Elliott     | 3:36         |
| 4.  | «Dear Diary»                          | Pink, Linda Perry   | Linda Perry                    | 3:29         |
| 5.  | «Eventually»                          | Pink, Linda Perry   | Linda Perry                    | 3:34         |
| 6.  | «Numb»                                | Pink, Dallas Austin | Dallas Austin                  | 3:06         |
| 7.  | «Just Like a Pill»                    | Pink, Dallas Austin | Dallas Austin                  | 3:57         |
| 8.  | «Family Portrait»                     | Pink, Scott Storch  | Scott Storch                   | 4:56         |
| 9.  | «Misery» (featuring Steven Tyler)     | Richie Supa         | Marti Frederiksen, Richie Supa | 4:33         |
| 10. | «Respect» (featuring Scratch)         | Pink, Linda Perry   | Linda Perry, Damon Elliott     | 3:25         |
| 11. | «Don't Let Me Get Me»                 | Pink, Dallas Austin | Dallas Austin                  | 3:31         |
| 12. | «Gone to California»                  | Pink, Linda Perry   | Linda Perry, Damon Elliott     | 4:34         |
| 13. | «Lonely Girl» (featuring Linda Perry) | Linda Perry         | Linda Perry                    | 4:21         |
| 14. | «My Vietnam»                          | Pink, Linda Perry   | Linda Perry, Damon Elliott     | 5:19         |
| 15. | «Catch-22»                            | Pink, Linda Perry   | Linda Perry, Damon Elliott     | 3:49         |

## Появление в чарте
Альбом дебютировал на 8 строке в американском Billboard 200, было продано 220,000 копий на первой неделе релиза, у него были более высокие позиции в чарте и больше продажи по сравнению с дебютным альбомом Pink Can’t Take Me Home (2000). На его пятой неделе, когда он находился на десятой строке, было продано 323,000 копий альбома. На 8 неделе продано 73,000 копий и альбом поднялся до шестой строки; это была его пиковая позиция. Альбом стал вторым самым продаваемым альбомом артистки в 2002 году после дебютного альбома Аврил Лавин Let Go. В июле 2009 продано 5,419,000 копий в США, согласно сентябрьскому пресс релизу Arista Records, продано 15 миллионов копий по всему миру.
В Великобритании альбом достиг пика на #2 в альбомном чарте и, наконец, продано 1.8 миллиов копий. Альбом стал 5x Платиновым (хотя можно сказать и 6x Платиновый). Успех был так велик, что в ноябре 2006 года альбом занял 94 строку в Official UK Charts Company в списке самых продаваемых альбомов всех времен и народов.
Единственная страна, где альбом достиг 1 строки — Ирландия.
26 января 2009 альбом снова вошёл в австралийский ARIA Charts, заняв 48 строку.

## Чарты и сертификации
| Чарт                            | Наивысшая позиция | Сертификация  | Продажи    |
| ------------------------------- | ----------------- | ------------- | ---------- |
| АмериканскийBillboard 200       | 6                 | 5× Платиновый | 5,400,000+ |
| Австралия                       | 14                | 4× Платиновый | 280,000    |
| Австрия                         | 4                 | Платиновый    | 30,000     |
| Бельгия                         | 12                | Золотой       | 25,000     |
| Бразилия                        | —                 | Золотой       | 100,000    |
| Canadian Albums Chart           | 5                 | 5× Платиновый | 500,000    |
| Дания                           | 10                | Платиновый    | 30,000     |
| European Top 100 Albums         | —                 | 3× Платиновый | 4,000,000  |
| Финляндия                       | 6                 | Золотой       | 16,534     |
| Франция                         | 17                | 2× Золотой    | 307,000    |
| Германский Media Control Charts | 5                 | 2× Платиновый | 600,000    |
| Нидерландский Megacharts        | 5                 | Платиновый    | 80,000     |
| Новозеландский RIANZ            | 4                 | 4× Платиновый | 60,000     |
| Норвегия                        | 4                 | Платиновый    | 40,000     |
| Россия                          | —                 | Платиновый    | 20,000     |
| Швеция                          | 7                 | Платиновый    | 60,000     |
| Швейцария                       | 7                 | 2× Платиновый | 80,000     |
| UK Albums Chart                 | 2                 | 5× Платиновый | 1,800,000  |
| Мировые продажи                 | 2                 | 6x Платиновый | 13,000,000 |